# Vägari
Vägari är en ort i Estland. Den ligger i Pajusi kommun och landskapet Jõgevamaa, i den centrala delen av landet, 120 km sydost om huvudstaden Tallinn. Vägari ligger 77 meter över havet och antalet invånare är 219.
Terrängen runt Vägari är mycket platt. Runt Vägari är det mycket glesbefolkat, med 6 invånare per kvadratkilometer. Närmaste större samhälle är Jõgeva, 8,6 km öster om Vägari. I omgivningarna runt Vägari växer i huvudsak blandskog.